# Ján Zachar
Ján Zachar (* 1. prosince 1936) je slovenský fotbalový trenér a bývalý fotbalista, který nastupoval jako útočník a záložník.

## Hráčská kariéra
V československé lize hrál za TŽ Třinec. Nastoupil ve 24 utkáních a dal 1 gól (17.08.1963–14.06.1964).

### Prvoligová bilance
| Ročník             | Zápasy | Góly | Minuty | Klub      |
| ------------------ | ------ | ---- | ------ | --------- |
| I. liga 1963/64    | 24     | 1    | 2 115  | TŽ Třinec |
| CELKEM I. ČS. LIGA | 24     | 1    | 2 115  |           |

## Trenérská kariéra
Po skončení hráčské kariéry se stal trenérem. Jméno si udělal během působení v klubu VP Frýdek-Místek, který přivedl do nejvyšší soutěže, kde tým působil v sezóně 1976/77. Dále působil jako trenér v Prešově (1981/82) a ve Zbrojovce Brno (1984/85). Jeho trenérské působení ve Spartě v sezóně 1985/86 však skončilo neúspěchem. V dalších sezónách vedl jako trenér Slovan Bratislava (1986–1988). Později trénoval 1. FC Košice (1993–1995) a FC Baník Ostrava (1995/96).